# Phonarellus erythrocephalus
Phonarellus erythrocephalus är en insektsart som först beskrevs av Jean Guillaume Audinet Serville 1838.  Phonarellus erythrocephalus ingår i släktet Phonarellus och familjen syrsor.

## Underarter
Arten delas in i följande underarter:
- P. e. erythrocephalus
- P. e. melanocephalus